# دوغ ماين
دوغ ماين هو سياسي كندي، ولد في 18 يوليو 1946 في Willow Bunch, Saskatchewan ‏ في كندا. نشط حزبياً في الرابطة التقدمية المحافظة في ألبرتا ‏. وقد انتخب عضو الجمعية التشريعية في ألبرتا ‏.